# José María Fidalgo
José María Fidalgo Velilla (León, 18 de febrero de 1948) es sindicalista español, secretario general de Comisiones Obreras de 2000 a 2008.

## Biografía
Es licenciado en Medicina por la Universidad de Valladolid y ha sido especialista en Cirugía Ortopédica y Traumatológica en el hospital madrileño de La Paz.
Se afilió a Comisiones Obreras en 1977. En sus inicios como sindicalista, ocupó los cargos de secretario general de la Federación Estatal de Sanidad de CCOO y de secretario confederal de política institucional.
En el 7.º Congreso, celebrado en 2000, sustituyó a Antonio Gutiérrez como secretario general de Comisiones Obreras. Fue reelegido en el 8.º Congreso (2004), en esta ocasión con el 58% de los votos de los delegados.
Se ha mostrado favorable al uso civil de la energía nuclear e incluso participó en seminarios de la Fundación FAES, vinculada al Partido Popular.  Por ello, fue muy criticado por algunas corrientes internas de CCOO (críticos y Alternativa Confederal), que le reprocharon la estrategia de concertación social y pactos políticos seguida por el sindicato. Dichas críticas fueron minoritarias, hasta que en el IX Congreso (2008), en la votación para su tercer mandato, Ignacio Fernández Toxo lo derrotó por 512 votos frente a 484.
Desde 2010 hasta abril de 2015 participó como tertuliano en el programa de Onda Cero, Herrera en la Onda.
Durante varios meses, se barajó su candidatura a las elecciones a la Asamblea de Madrid de 2011 por parte de UPyD, partido con el que colaboró en algunos actos. Pero ésta no se llevó a cabo, siendo el cabeza de lista a la Asamblea de Madrid Luis de Velasco Rami. Sin embargo, el 15 de enero de 2011 participó en el acto de presentación de los candidatos de UPyD a las elecciones autonómicas de 2011, pidiendo el voto para dicha formación.
En septiembre de 2011 participó en el foro del Partido Popular en Las Palmas, manifestando sus coincidencias con el programa social del PP (aunque él se declara socialdemócrata) y se comentó su nombre como posible ministro de trabajo en el gobierno del Partido Popular de Mariano Rajoy.
En noviembre de 2013 presentó, junto a Josep Piqué, el segundo tomo de las memorias de José María Aznar.
Desde septiembre de 2015 colabora con el locutor almeriense Carlos Herrera en su programa de COPE, Herrera en COPE.